# Timsah Arena
Le Timsah Arena est un stade de football situé à Bursa, en Turquie. Il est le nouveau stade officiel de Bursaspor, remplaçant l'ancien stade Atatürk de Bursa. Il a une capacité d'accueil de 44 016 spectateurs. Il est remarqué pour sa forme de crocodile (en turc, timsah signifie « crocodile »).

## Historique
Le projet est lancé dans l'optique de la candidature de la Turquie à l'Euro 2024. Le chantier débute en juin 2011, avec une fin des travaux prévue début 2014. Le projet est supervisé par le cabinet Sozunerie Architects. Mais pour des raisons techniques, les travaux prennent du retard. Finalement, l'inauguration a lieu le 21 décembre 2015. Sa construction a coûté 75 millions d’euros,.
Le Timsah Arena fais sensation pour sa forme de crocodile. L’arène a la forme d'un reptile enroulé sur lui-même et est de couleur verte, comme les écailles de l'animal. L’entrée des spectateurs se fait par la gueule ouverte de l’animal. Les yeux de l'animal sont illuminés à la tombée de la nuit. Le stade rappelle ainsi le surnom des joueurs de Bursa, les « Crocodiles Verts ».

## Données techniques
Le stade a une capacité de 44 016 spectateurs, ce qui en fait le cinquième stade le plus grand de Turquie. Le stade comprend également 72 loges de 10 à 30 places, d'un parking souterrain de 640 places ainsi que 1 500 autres sur un parking annexe. Le stade compte également 35 restaurants, 789 sanitaires, et 90 portes d'accès aux tribunes. Celles-ci peuvent être totalement couvertes.